# Athénée royal d'Auderghem
L'Athénée royal d'Auderghem (ARA) est une école secondaire publique située à Bruxelles en Belgique, organisé par Wallonie-Bruxelles Enseignement. Il dispose de trois campus:
- la section fondamentale à Auderghem
- la section secondaire implanté à Auderghem
- l'implantation de La Brise à Watermael-Boitsfort

## Septième année
L'athénée a la particularité d'avoir une septième année d'enseignement général consacrée aux arts d'expression.

## Histoires
C'est Léo Collard qui créa cette école secondaire lors du Gouvernement Van Acker IV. L'Athénée fut dès le départ mixte. Il a toujours été à son emplacement actuel avenue du Parc de Woluwe. En 1960, ce fut l'un des 17 premiers établissements à ouvrir un tronc commun de 30h pour tous au début de l'enseignement secondaire, les débuts expérimentaux des rénovés. L’opposition des parents fut telle que l’athénée maintient quand même des classes traditionnelles au côté des classes rénovées. Le rénové fini par y être introduit totalement.
L'école a absorbé l'ancien athénée royal de Watermael-Boitsfort en difficulté qui constitue depuis le campus de La Brise.

## Association des parents
L'association des parents est organisée en ASBL depuis 1962. En 1965, l'association va jouer un grand rôle dans la création de la FAPEO; la Fédération d'Association des Parents de l'Enseignement Officiel.